# Dionisio Casañal
Dionisio Casañal y Zapatero (Zaragoza, 1846-Zaragoza, 1913) fue un topógrafo y político español.

## Biografía
Nacido el 9 de octubre de 1846 en Zaragoza, fue padre del escritor Alberto Casañal Shakery. Fue responsable de la realización de diversos planos de ciudades españolas, además de contribuir en publicaciones periódicas como la  Revista Geográfica y Estadística de Barcelona. En su faceta como político fue diputado provincial, además de obtener escaño de diputado a Cortes por el distrito zaragozano de Ejea de los Caballeros en 1905. Falleció el 9 de enero de 1913 en Zaragoza.